# Vagn Ingerslev
Vagn Ingerslev (23. marts 1885 i Lerbæk, Fanefjord Sogn på Møn - 28. december 1952 på Rigshospitalet i København) var en dansk jurist og tennisspiller medlem af KB Tennis.
Vagn Ingerslev vandt i perioden 1909-1921 det danske mesterskaber i herresingle 15 gange og i herredouble fem gange. 
Han deltog ved OL i 1912 i Stockholm og stillede både op i single og herredouble med Jørgen Arenholt.
Han var søn af læge Axel Olaf Valdemar Ingerslev og Camilla Juliane Frederikke Lassen, blev 1902 student fra Herlufsholm, 1908 cand.jur. og var sagførerfuldmægtig i København. 1910 blev han assistent i Ministeriet for Kirke- og Undervisningsvæsenet, 1921 fuldmægtig i Kirkeministeriet, 1923 i Undervisningsministeriet og fik 1930 afsked.
Han blev gift 31. marts 1931 i Vor Frue Kirke med cand.jur. Ellen Johanne Pouline Hansen.